# Script for a Jester's Tear
Script for a Jester's Tear è il primo album in studio del gruppo musicale britannico Marillion, pubblicato il 14 marzo 1983 dalla EMI.

## Descrizione
Si tratta del primo di una quadrilogia di dischi di cui fanno parte i successivi Fugazi (1984), Misplaced Childhood (1985) e Clutching at Straws (1987). Il personaggio che lega gli album è Jester, ossia il giullare interpretato dal cantante Fish durante i concerti dal vivo a supporto del disco.
È inoltre l'unico album dei Marillion in cui figura il batterista Mick Pointer, allontanato dal gruppo al termine del tour promozionale dell'album svoltosi nel Regno Unito.

## Tracce
Testi di Fish, musiche dei Marillion.
Lato A
1. Script for a Jester's Tear – 8:42
2. He Knows, You Know – 5:05
3. The Web – 9:05

Lato B
1. Garden Party – 7:12
2. Chelsea Monday – 8:16
3. Forgotten Sons – 8:20

CD bonus nella riedizione del 1997
1. Market Square Heroes (Battle Priest Version) – 4:17
2. Three Boats Down from the Candy – 4:30
3. Grendel (Fair Deal Studios Version) – 19:08
4. Chelsea Monday (Manchester Square Demo) – 6:52
5. He Knows You Know (Manchester Square Demo) – 4:28
6. Charting the Single – 4:51
7. Market Square Heroes (Alternative Version) – 4:48

Contenuto bonus nell'edizione deluxe
- CD 2 – Market Square Heroes EP (2020 Remix)

1. Market Square Heroes – 4:18
2. Three Boats Down from the Candy – 4:30
3. Grendel – 17:17
4. Charting the Single (2020 Remaster) – 4:48

- CD 3 – Live at the Marquee Club - 29th December 1982 (Part 1)

1. Garden Party – 8:48
2. Three Boats Down from the Candy – 5:25
3. Grendel – 19:25
4. Chelsea Monday – 9:15
5. He Knows You Know – 5:33

- CD 4 – Live at the Marquee Club - 29th December 1982 (Part 2)

1. The Web – 11:23
2. Script for a Jester's Tear – 9:35
3. Forgotten Sons – 11:25
4. Market Square Heroes – 5:27
5. Margaret – 6:43

- BD

1. Script for a Jester's Tear – audio
2. Market Square Heroes EP – audio
3. Live at the Marquee Club - London, 29th December 1982 – audio
4. Sackcloth and Greasepaint - The Story of Script for a Jester's Tear – 93:29
5. Recital of the Script - Live at the Hammersmith Odeon – 81:00
6. Market Square Heroes (Promo Video)
7. He Knows You Know (Promo Video)
8. Garden Party (Promo Video)
9. Live at the Marquee Club 1982 – 11:00

## Formazione
Gruppo
- Fish – voce, arrangiamento
- Steve Rothery – chitarra elettrica, chitarra acustica, arrangiamento
- Pete Trewavas – basso, basso fretless, arrangiamento
- Mark Kelly – pianoforte, clavicembalo, minimoog, sintetizzatore, organo Hammond, arrangiamento
- Mick Pointer – batteria, percussioni, arrangiamento

Altri musicisti
- Pete James – effetti sonori

Produzione
- Nick Tauber – produzione
- Simon Hanhart – registrazione, missaggio
- Mark – assistenza tecnica
- Andy – assistenza tecnica
- Mike Martin – assistenza tecnica

## Classifiche
| Classifica (1983-2020) | Posizione massima |
| ---------------------- | ----------------- |
| Belgio (Vallonia)      | 181               |
| Germania               | 5                 |
| Paesi Bassi            | 56                |
| Regno Unito            | 7                 |
| Spagna                 | 49                |
| Svezia                 | 42                |